# Scytalopus intermedius
A Scytalopus intermedius a madarak osztályának verébalakúak (Passeriformes) rendjébe és a fedettcsőrűfélék (Rhinocryptidae) családjába tartozó faj.

## Rendszerezése
A fajt John Todd Zimmer amerikai ornitológus írta le 1844-ben, Scytalopus unicolor intermedius néven. Egyes szervezetek a Scytalopus latrans alfajaként sorolják be Scytalopus latrans intermedius néven.

## Előfordulása
Az Andok-hegységben, Peru területén honos. Természetes élőhelyei a szubtrópusi és trópusi hegyi esőerdők. Állandó, nem vonuló faj.

## Természetvédelmi helyzete
Az elterjedési területe kicsi. A Természetvédelmi Világszövetség Vörös listáján nem szerepel.